# Kalliope (planetoïde)
(22) Kalliope is een planetoïde tussen de banen van Mars en Jupiter, in de hoofdplanetoïdengordel. Kalliope heeft een gemiddelde diameter van ongeveer 166 km en beweegt in iets minder dan vijf jaar rond de zon in een ellipsvormige baan. Tijdens haar omloop varieert de afstand tot de zon tussen de 2,6 en 3,2 astronomische eenheden.

## Ontdekking en naamgeving
Kalliope werd op 16 november 1852 ontdekt door de Engelse sterrenkundige John Russell Hind. Hind ontdekte in totaal in totaal tien planetoïden, waarvan vier in het jaar 1852 (naast Kalliope waren dat (18) Melpomene, (19) Fortuna en (23) Thalia).
Kalliope is genoemd naar de Griekse muze van het heldendicht, Kalliope.

## Eigenschappen
Bij spectraalanalyse blijkt Kalliope tot de M-type planetoïden te horen, wat betekent dat haar oppervlak voornamelijk uit metalen als nikkelijzer bestaat. Er zijn ook waterhoudende mineralen en silicaten op Kalliope aangetroffen, wat doet vermoeden dat de planetoïde een steenachtig oppervlak heeft, gebruikelijker bij S-type planetoïden. Kalliope heeft ook een laag albedo voor radargolven, wat ongebruikelijk is voor een M-type planetoïde.
De gemiddelde dichtheid is ongeveer 3,4 g/cm3, wat aan de lage kant zou zijn als de planetoïde massief zou zijn. Als verondersteld wordt dat Kalliope uit samengeklonterde fragmenten bestaat (een zogenaamde rubble pile), met een porositeit van 20-40%, zou de dichtheid van het materiaal 4,2-5,8% zijn. Die dichtheid komt overeen met een mengsel van metalen en silicaten wat typisch is voor een M-type planetoïde.
Uit spectraalanalyse is berekend dat Kalliope een as heeft die naar ecliptische coördinaten (β, λ) = (−23°, 20°) wijst, met een onzekerheid van 10°. Dat betekent dat ze een axiale helling van 103° heeft en retrograad om haar as draait.

## Satelliet
In 2001 werd door Jean-Luc Margot en Michael E. Brown een natuurlijke satelliet ontdekt bij Kalliope, die Linus genoemd is. Linus heeft een diameter van ongeveer 28 km en draait op een gemiddelde afstand van ongeveer 1100 km om Kalliope heen.